# فرودگاه شهری ردلندز
 فرودگاه شهری ردلندز (به انگلیسی: Redlands Municipal Airport) یک فرودگاه همگانی با کد یاتا REI است که یک باند فرود آسفالت دارد و طول باند آن ۱۳۷۳ متر است. این فرودگاه در شهر ردلندز، کالیفرنیا کشور ایالات متحده آمریکا قرار دارد و در ارتفاع ۴۷۸٫۸ متری از سطح دریا واقع شده است.